# Александер Урія Боскович

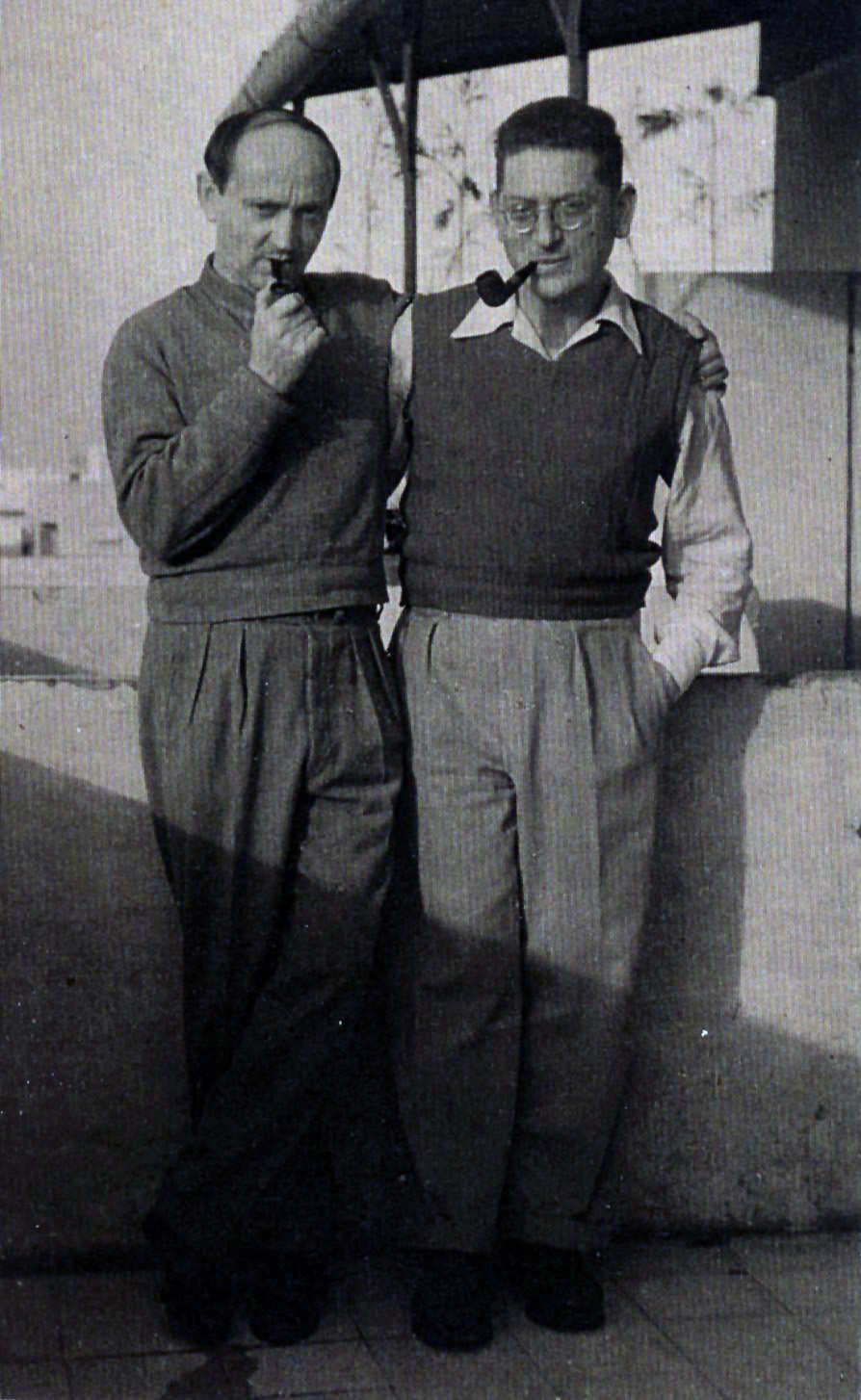
Александер Боскович (ліворуч) та Модрехай Сетер. 1940-ві роки

Александер (Шандор) Урія Боскович (івр. אלכסנדר (שאנדור) אוריה בּוֹסְקוֹביץ, 16 серпня 1907, Клойзенберг, нині Румунія — 5 листопада 1964, Тель-Авів, Ізраїль) — ізраїльський композитор, професор.

## Біографія
У 1920-х роках навчався в Парижі та Відні. До репатріації в Палестину у 1938 році працював у рідному Клужі, виступав як диригент і піаніст. У своїй музиці прагнув здійснити синтез єврейської духовної та музичної традиції з сучасними методами композиції. З 1955 року — музичний критик газети «Гаарец».
Автор серії нарисів про Середземноморську музику Ізраїлю, що з'єднала західні та східні мотиви в музиці.